# Rozeli da Silva
Rozeli da Silva (Porto Alegre, 21 de janeiro de 1964) é uma gari e ativista brasileira.
Casou-se aos 11 anos de idade e teve o primeiro de seus cinco filhos aos 13. Começou a trabalhar como gari em 1987. Observando a situação de diversas meninas de rua vítimas da violência, começou a idealizar a organização não-governamental Centro Infantil Renascer da Esperança, que fundou em 1996.
Seu trabalho à frente da ONG, atendendo a crianças carentes de 6 a 14 anos, valeu a Rozeli o reconhecimento com a Medalha Cidade de Porto Alegre. e o Diploma Bertha Lutz No carnaval de 2011, foi homenageada pela escola de samba  Academia Samba Puro, da comunidade do Morro da Conceição, que desfilou com o enredo Assim renasce a esperança de Rozeli da Silva às mulheres da mangueira, a samba puro homenageia a mulher brasileira".
Em 2012, candidatou-se a vereadora pelo PMDB e obteve a suplência, com 2.585 votos.